# Weather Report
Weather Report foi uma banda estado-unidense de jazz fusion das década de 1970 e 1980. Junto com outros grupos (como Return to Forever, Mahavishnu Orchestra e The Headhunters), é um dos grande inovadores do jazz fusion de todos os tempos.

## Contribuição do fundador
Foi primeiramente com Miles Davis, depois com o próprio Weather Report que o saxofonista Wayne Shorter se tornou um dos grandes contribuidores do jazz fusion (com inúmeras composições). Uma destas composições acabou por se tornar a assinatura da banda, "Birdland" -- parte integrante de seu disco mais famoso Heavy Weather.  Muitos consideram Zawinul um dos melhores tecladistas que o jazz já produziu.
Zawinul foi hospitalizado em sua cidade natal Vienna em 7 de agosto de 2007, apenas uma semana depois de concluir uma turnê de seis semanas na Europa. Ele morreu de uma forma rara de câncer de pele em 11 de setembro de 2007.

## Discografia
- Weather Report (1971)
- I Sing the Body Electric (1972)
- Live in Tokyo (1972)
- Sweetnighter (1973)
- Mysterious Traveller (1974)
- Tale Spinnin' (1975)
- Black Market (1976)
- Heavy Weather (1977)
- Mr. Gone (1978)
- 8:30 (1979)
- Night Passage (1980)
- Weather Report (1982)
- Procession (1983)
- Domino Theory (1984)
- Sportin' Life (1985)
- This is This! (1986)
- Live and Unreleased (2002)
- Forecast: Tomorrow (2006)